# Redford Township
Redford Township (ou simplement Redford) est un township (canton) située dans l’État américain du Michigan. C'est une banlieue de Détroit. Sa population est de 51 622 habitants.

## Personnalités
- Aimee Stephens (1960-2020), militante des droits des personnes trans, y est décédée